# Taochang, Anhui
Taochang (kinesiska: 陶厂) är en köping i östra Kina. Den ligger i Hanshan härad i staden Ma'anshan i provinsen Anhui, omkring 85 kilometer öster om provinshuvudstaden Hefei. Antalet invånare är 32 387. Befolkningen består av 16 144 kvinnor och 16 243 män. Barn under 15 år utgör 15,0 %, vuxna 15-64 år 73 %, och äldre över 65 år 10,0 %.